# Comrade Kim Goes Flying
Pour plus de détails, voir Fiche technique et Distribution.
Comrade Kim Goes Flying est un film belgo- britannico - nord-coréen réalisé par le Britannique Nicholas Bonner, la Belge Anja Daelemans et le Nord-coréen Gwang Hun Kim, sorti en 2012.

## Fiche technique
- Titre français : Comrade Kim Goes Flying
- Réalisation : Nicholas Bonner et Anja Daelemans
- Scénario : Sin Myong-Sik et Kim Chol
- Photographie : Jin Sok Hwang
- Pays d'origine : Corée du Nord - Belgique - Royaume-Uni
- Genre : comédie
- Date de sortie : 2012

## Distribution
- Han Jong-sim : Camarade Kim Yong-Mi
- Pak Chung-Guk : Pak Jang-Phil
- Ri Yong-Ho : Commandant Sok Gun
- Kim Son-Nam : Père de Yong Mi

## Distinctions

### Nominations
- Festival du film de Sydney 2013 : sélection « Features »